# Iron Mask - La leggenda del dragone
Iron Mask - La leggenda del dragone (Tajna pečati drakona) è un film del 2019 diretto da Oleg Stepčenko.
È il sequel del film Vij (2014), liberamente ispirato all'omonimo racconto di Nikolaj Gogol'.
Risulta essere il penultimo film dell'attore Rutger Hauer, uscito postumo come il successivo Break.

## Trama
Ambientato nel XVIII secolo, il film continua a seguire le imprese del cartografo Jonathan Green mentre intraprende un viaggio scientifico e soprannaturale che, dopo l'avventura sui Carpazi, lo conduce fino in Cina.

## Produzione
Il 5 aprile 2015 si tenne a Mosca una conferenza stampa con i produttori Alexey Petrukhin e Sergei Selyanov, gli attori Jason Flemyng e Rutger Hauer. Durante la conferenza fu confermato che erano state avviate le riprese del sequel, intitolato Viy 2: Journey to China. Fu anche rivelato che i membri del Jackie Chan Stunt Team avrebbero aiutato a coreografare le lotte per il film.
Nel tentativo di attirare il mercato internazionale, le principali star del cinema furono contattate per apparire nel sequel. Il cast iniziale aveva Jackie Chan, Jason Statham e Steven Seagal. Nel novembre 2016, fu confermato che Chan avrebbe collaborato con Arnold Schwarzenegger.

## Distribuzione
L'uscita del film in Russia si sarebbe dovuta tenere il 16 agosto 2018, ma in seguito la prima fu posticipata al 19 settembre 2019 a causa del passaggio della censura in Cina.